# ПП-90
ПП-90 — 9-мм спеціальний пістолет-кулемет, призначений для прихованого носіння при проведенні спеціальних операцій. Створений на замовлення МВС РФ, перебуває на озброєнні спецпідрозділів МВС, ФСТ і ФСБ.

## Опис
Складаний пістолет-кулемет був розроблений на початку 1990-х Конструкторським бюро приладобудуванням. Тула, на замовлення МВС РФ. Призначений для прихованого носіння і ураження живої сили на коротких дистанціях. ПП-90 в похідному положенні складається в пенал розміром 270x90x32 мм для прихованого носіння. Прототипом послужив американський пістолет-кулемет FMG фірми «Арес». Автоматика працює внаслідок віддачі вільного затвора, а постріл відбувається при незамкненому затворі. У бойовий стан ПП-90 переводиться за 3-4 секунди, розгортанням двох основних блоків, ствольної коробки зі стволом і частинами ударно-спускового механізму і порожнього приклада коробчастої форми. Одночасно розгортається складне пістолетне руків'я з магазином і скобою зі спусковим гачком. Для відкриття вогню потрібно лише перевести прапорець запобіжника в положення, відповідне до ведення  вогню, і, утримуючи пістолет-кулемет лівою рукою, звести правою затвор. Завдяки компоновці, точка опори приклада в плечі збігається з віссю каналу ствола, що дає мінімальний момент перекидання при стрільбі. Відкидні цілик і мушка, розташовані зверху передній частині ствольної коробки. Прицільні пристосування приводяться в бойове положення вручну. Для стрільби застосовуються патрони 9х18 мм ПМ. Зброя може комплектуватися лазерним цілевказівником ЛП-92.
Пістолети-кулемети вихідної конструкції (ПП-90) могли вести тільки безперервний вогонь, з 1993 року почалося виробництво досконалішої модифікації ПП-90М, яка дозволяє вести вогонь чергами й одиночними пострілами.
ПП-90 і ПП-90М перебувають на озброєнні МВС, але не є популярними через невисоку механічну міцність, нестійкість до забруднення і час приведення в бойове положення.
За деякими відомостями, була розроблена також модифікація ПП-90М1 під патрон 9×19 мм Парабелум.